# Вооружение Народно-освободительной армии Югославии
Вооружение Народно-освободительной армии Югославии — комплекс технических средств, предназначенных для поражения живой силы, вооружения, военной техники и объектов инфраструктуры противника, используемых Народно-освободительной армией Югославии в годы Второй мировой войны.
Первоначально партизанские формирования Югославии были оснащены оружием и боеприпасами Югославской королевской армии. В период лета — осени 1941 года партизанам также удалось наладить производство стрелкового оружия на оружейной фабрике в городе Ужице. После этого военные трофеи являлись единственным источником пополнения вооружения НОАЮ до начала поставок союзной военной помощи в октябре 1943 года. С октября 1943 года НОАЮ стала получать оружие и боеприпасы от Великобритании и США, а с февраля 1944 года — из СССР.

## Общие сведения
Формирование партизанских вооружённых сил началось с военной точки зрения с ноля, из партизанских отрядов, оснащённых лёгким оружием. Начало приготовлениям к восстанию и накоплению оружия и боеприпасов положили совещания Центрального комитета (ЦК) КПЮ, состоявшиеся 8 и 10 апреля 1941 года. Акция сбора вооружений во всех землях Югославии не принесла ожидаемых результатов, так как 95% оружия и боеприпасов Югославской армии было быстро захвачено немецкими оккупантами. В результате работы, проведённой военными комитетами КПЮ при участии актива СКМЮ, начиная с середины апреля до конца июня было собрано около 22 750 винтовок различных образцов, около 550 пулемётов, 274 ящика ручных гранат, около 1480 револьверов и пистолетов, более 3,1 млн винтовочных и пулемётных патронов, 5 артиллерийских орудий и другое военное снаряжение. С этим недостаточным снаряжением партизанские формирования начали вооружённую борьбу, рассчитывая пополнить его оружием, отнятым у противника. В начале восстания партизанское руководство не издавало инструкций по приобретению оружия, так как подразумевалось, что единственным источником могли быть военные трофеи.
Большое значение для снаряжения партизанских отрядов на первом этапе развития НОАЮ имела оружейная фабрика в городе Ужице, где осенью 1941 года производились «партизанские винтовки» (сербохорв. puška рartizanka/пушка партизанка). Это было необычное по форме, но качественное оружие, изготовляемое из запаса неиспользованных германских стволов винтовок Mauser 98, монтируемых на цевьях югославской винтовки Mauser M1924B, которые были короче и потому ствол выдавался на 236 мм. Несмотря на непривычный вид, винтовки имели хорошие баллистические характеристики. Ими первоначально вооружался Ужицкий партизанский отряд, рота охраны Верховного штаба, частично Посавский отряд, а также другие подразделения на территории «Ужицкой республики». Затем винтовки поставлялись отрядам в Санджаке, Черногории и Восточной Боснии. На фабрике в Ужице производились также патроны калибра 7,9 мм и винтовочные гранаты. Всего было выпущено 16 500 новых винтовок, отремонтировано 4500 винтовок, сделано 300 винтовочных гранатомётов, отремонтировано 300 ручных и 200 станковых пулемётов, изготовлено 2,7 млн винтовочных патронов и 10 000 винтовочных гранат.
Военные трофеи являлись единственным источником пополнения вооружения НОАЮ до начала поставок союзной военной помощи в октябре 1943 года (в общей сложности, за весь период войны трофеями НОАЮ стали 4630 артиллерийских орудий, 7149 миномётов, 928 единиц бронетанковой техники, 309 самолётов, 13 396 станковых пулемётов, 31 819 ручных пулемётов, 590 984 винтовки, 17 994 автомата, 70 178 пистолетов и револьверов, 362,9 млн патронов, 1 716 609 артиллерийских снарядов и миномётных мин, 1615 радиостанций и значительное количество иного военного имущества). С октября 1943 года НОАЮ стала получать оружие и боеприпасы от Великобритании и США. С февраля 1944 года начались поставки оружия из Советского Союза. Вместе с тем в конце войны около 50 % личного состава Югославской армии были оснащены трофейным оружием. С учётом этого, в составе помощи западных союзников в Югославию направлялось большое количество трофейных боеприпасов и других военных материалов.

## Стрелковое оружие и лёгкие вооружения

### Винтовки

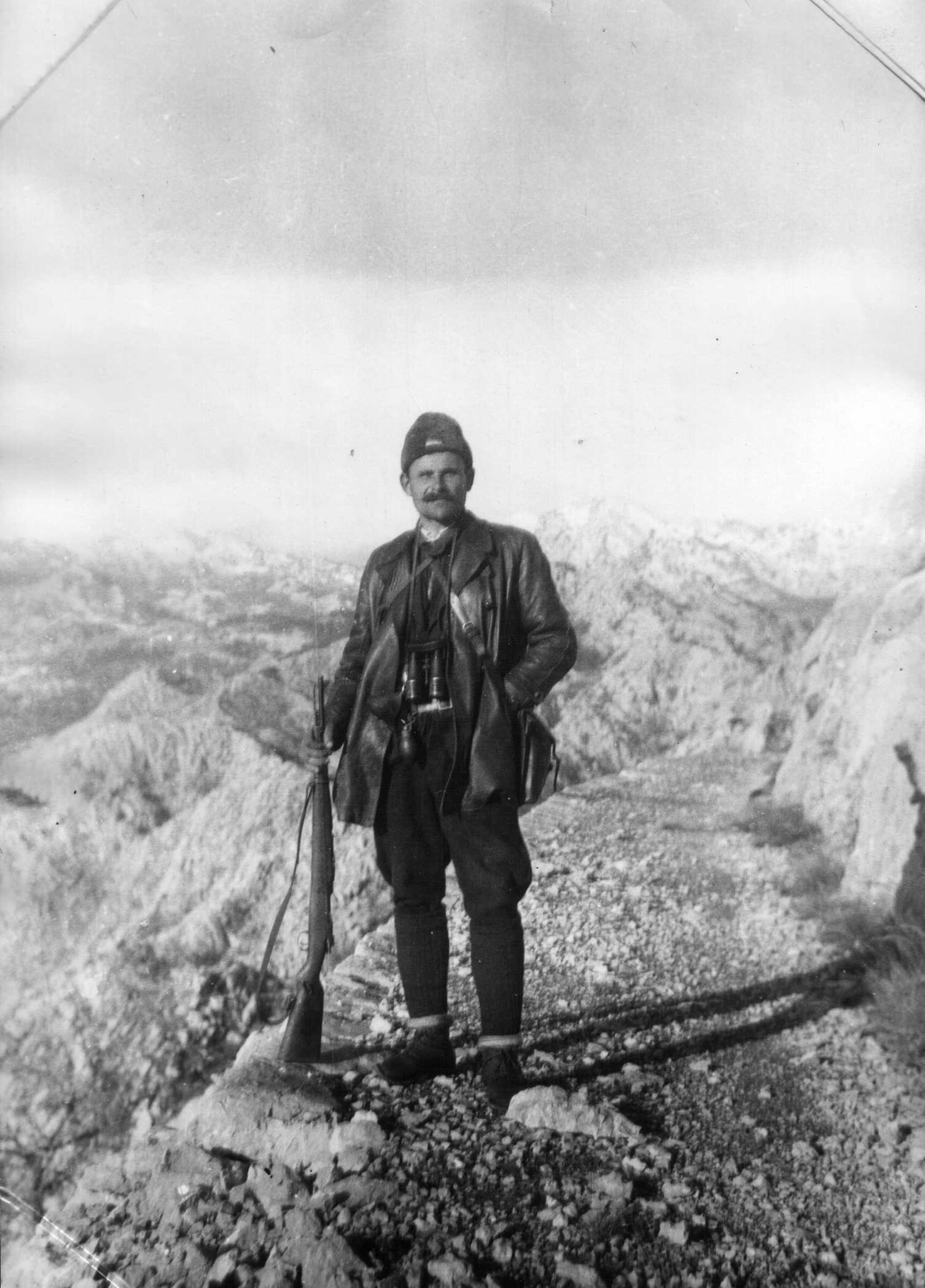
Народный герой Сава Ковачевич с винтовкой Mauser M1924, 1941 год

На вооружении НОАЮ состояли винтовки югославского производства Mauser M1924 и вышеназванные «партизанки» на основе Mauser 98. В качестве трофейного оружия наиболее были представлены немецкие карабины K98k, чехословацкие винтовки Vz. 24. Часто встречались итальянские винтовки «Манлихер-Каркано» калибра 6,5 мм, доставшиеся НОАЮ в большом количестве после капитуляции Италии. Реже присутствовали карабины «Манлихер-Каркано» M-91/38. В небольшом количестве имелись трофейные германские самозарядные винтовки G-41(W) и G-43(W). Западные союзники предоставили НОАЮ в период с 15 октября 1943 до 15 мая 1945 годов 137 092 винтовок. Это были преимущественно различные модели короткой магазинной британской винтовки семейства «Ли-Энфилд»: SMLE Мк III, SMLE Mk V, Rifle No 4 Mk I и Rifle No 5 Mk I. Кроме них в небольшом количестве были поставлены американские самозарядные винтовки M1 Garand. Из СССР в Югославию массово поступали винтовки Мосина образца 1891/30 годов, а также карабины Мосина образца 1938 и 1944 годов. В общей сложности было получено 96 515 штук, большинство из которых составляли винтовки. Наряду с ними НОАЮ получила самозарядные винтовки Токарева СВТ-40 (самозарядный вариант) и АВТ-40 (автоматический вариант).

### Ручные и станковые пулемёты

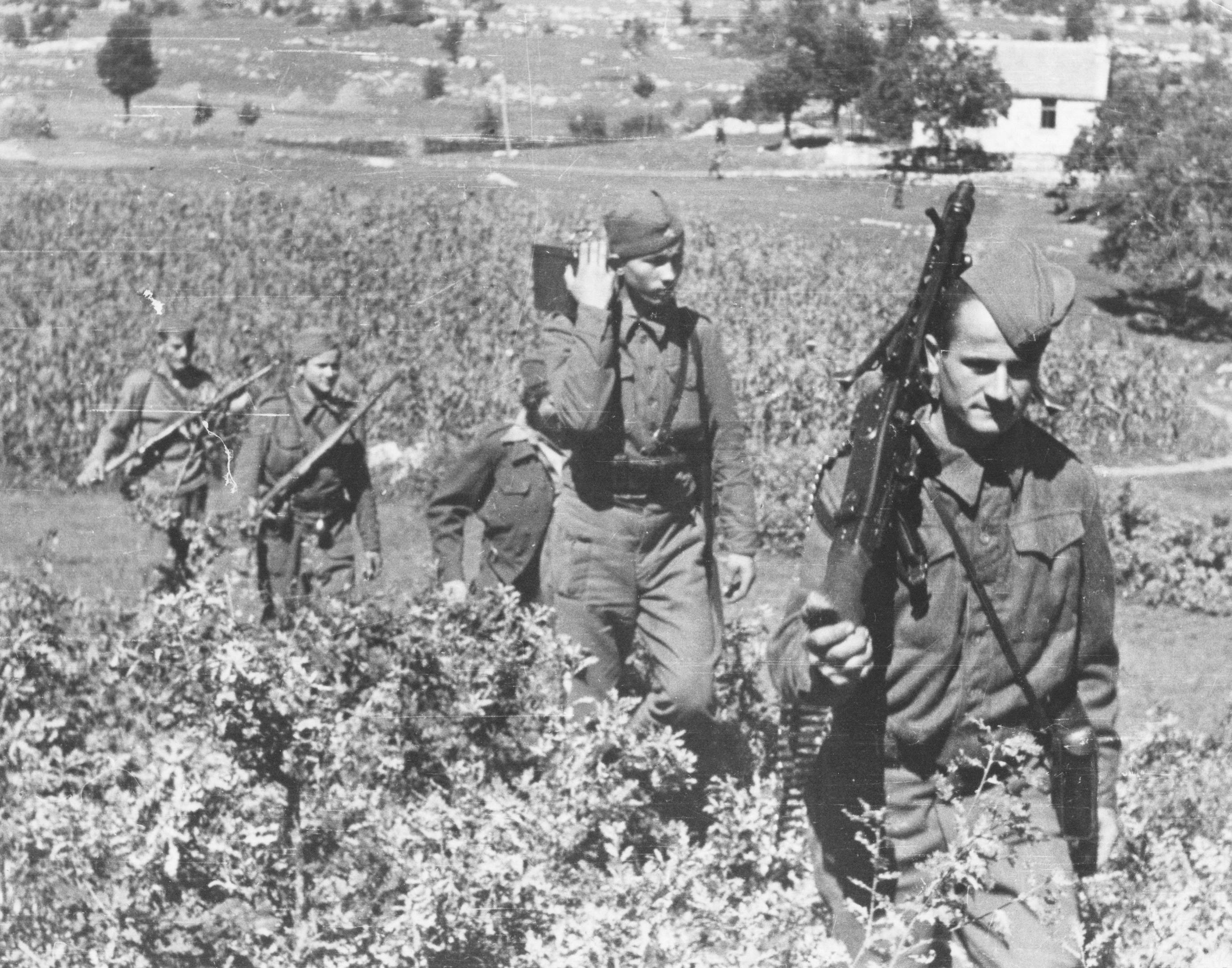
Бойцы 2-й Далматинской бригады с пулемётом MГ-42 во время боёв за Никшич, 1944 год

Английские ручные пулемёты BREN Mk.1, прозванные среди партизан «бренгалами», составили большую часть этого вида автоматического стрелкового вооружения, полученного от западных союзников. Наряду с ними в меньших количествах поставлялись и другие системы, которые британская армия использовала ещё со времён Первой мировой войны. Это были станковые пулемёты «Виккерс» и «Льюис». В ранних поставках оружия Союзников был также относительно распространён немецкий тяжёлый пулемёт с водяным охлаждением Шварцлозе в вариантах M-05, M-07 и M-07/12. Советский Союз предоставил НОАЮ ручные пулемёты Дегтярёва в вариантах ДП и ДПМ. Первоначально, при переоснащении югославских частей советским оружием, пулемёты ДП и ДПМ вызывали недоверие у бойцов, привыкших к проверенным MГ-34 и «Бренам». Однако сомнения быстро развеялись в боевых условиях при познании отличных качеств этого оружия. Советские станковые пулемёты были представлены «Максимами» образца 1910 и 1910/30 годов, и в небольшом количестве пулемётами Горюнова. Ряд пулемётов дополняет чешский ZB vz. 26, состоявший до войны на вооружении Югославской королевской армии.
Среди трофейных одним из самых популярных у партизан был немецкий пулемёт MG-34, названный ими «Шарац» (пегий или пятнистый). Такое прозвище объясняется характерной формой цилиндрического кожуха ствола с круглыми вентиляционными отверстиями. Аналогичным был авторитет и последующей модели MG-42. На землях Югославии, оккупированных итальянскими войсками, частой добычей партизан были пулемёты «Бреда» образца 1930 года и «Бреда» образца 1937 года. Первых было больше, но ценились они как партизанами, так и итальянцами меньше, чем пулемёты образца 1937 года с патроном 8 x 59R. Среди трофейных встречались пулемёты Гочкиса Mk.1 на штативе, которые партизаны часто захватывали у итальянцев и усташей.

### Пистолеты-пулемёты

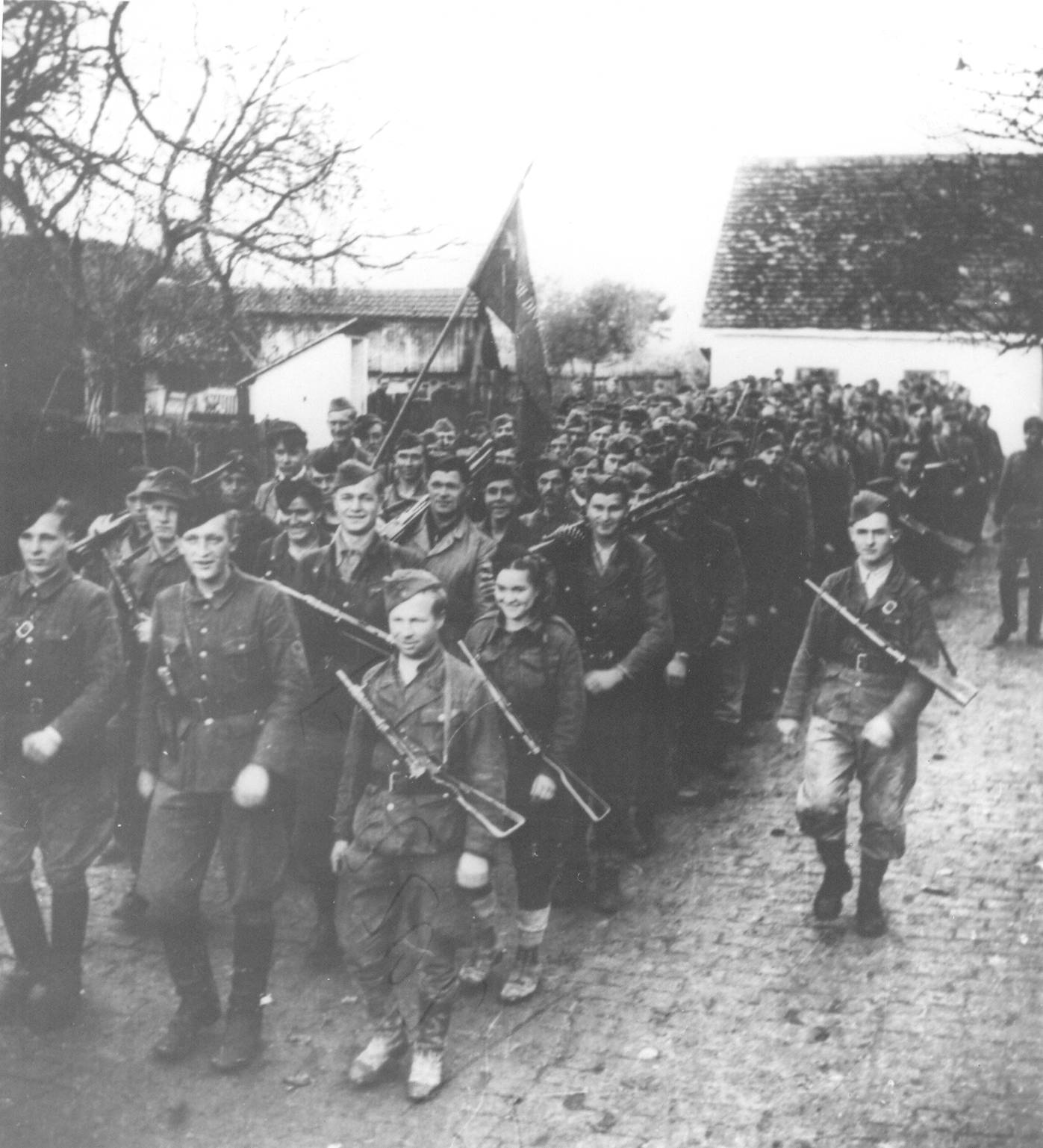
Бойцы Осиекской ударной бригады с автоматами STEN, осень 1944 года

В качестве союзной военной помощи партизанам были предоставлены в небольшом количестве британские пистолеты-пулемёты STEN и американские «Томпсон» M1A1. Советский Союз поставил в общей сложности около 25 100 пистолетов-пулемётов Шпагина ППШ-41 и Судаева ППС-42 и ППС-43. Автоматы ППШ, которым партизаны присвоили прозвище «Добошар» (барабанщик), составляли большую часть поставок советского автоматического оружия и в значительной степени содействовали повышению огневой мощи югославских дивизий, перевооружённых при помощи СССР. Частью союзной помощи были немецкие и итальянские автоматы. Это были хорошо известные партизанам немецкие MP-38 и MP-40, добываемые ими в качестве трофеев у оккупационных войск на всём протяжении войны. В Югославии их прозвали «шмайсерами». Кроме этих моделей, в качестве трофеев НОАЮ располагала небольшим количеством пистолетов-пулемётов модификации МП-41. На землях Югославии, оккупированных Италией, партизанские подразделения оснащались с начала войны трофейными итальянскими пистолетами-пулемётами Bereta MAB-38 и MAB-42. Большое количество этих автоматов было также захвачено частями НОАЮ после капитуляции Италии. В числе трофейных встречались пистолеты-пулемёты чехословацкой разработки ZK-383, добываемые подразделениями НОАЮ преимущественно в Сербии. Среди партизан, равно как и четников, и солдат коллаборационистских формирований такой автомат имел прозвище «Зорка».

### Пистолеты и револьверы
Подразделения НОАЮ и члены подпольных структур народно-освободительного движения захватывали у оккупантов в качестве трофеев большое количество пистолетов и револьверов различных типов. В основном это было оружие под патроны трёх калибров: 9 × 19 мм Парабеллум, 7,65 мм (.32 ACP) и 9 мм (.380 ACP). Из пистолетов калибра 9 мм Парабеллум был представлен «Люгер» П-08. Часто встречались образцы пистолетов из оккупированных стран, такие как польский Vis.35, чехословацкий CZ vz. 38 и бельгийский Browning HP-35. Из оружия калибра 7,65 мм были распространены три немецкие модели: Walther PP, Walther PPK и Mauser HSc. Имелись также пистолеты чехословацкого производства CZ M-27, венгерские Frommer 27М и 37М. Калибр 9 × 17 мм представляли пистолеты Югославской королевской армии «Браунинг» М-1910/22, помеченные штампом «военно-государственный», а также добытые у оккупантов итальянские Beretta M1934 и венгерские Frommer Stop. В качестве союзной военной помощи из СССР поставлялись револьверы системы Нагана, пистолеты ТТ образца 1930 и 1933 годов, а из США «Кольты» M1911A1 образца 1926 года.

### Противотанковые гранатомёты и ружья
НОАЮ не успела получить в ряду военной помощи США лучшие из имеющихся на то время образцов лёгкого противотанкового оружия — переносные ракетные установки «Базука». Однако, поставляемые ей английские пехотные противотанковые гранатомёты PIAT, прозванные «Джон Бул», хорошо послужили партизанам. В условиях дефицита бронебойных средств ПИАТ оказался серьёзным оружием не против танков, а для уничтожения бункеров и других укреплённых пунктов противника, особенно на заключительном этапе войны, когда неприятель в процессе отступления пытался удержаться на каждой удобной позиции. Кроме гранатомётов НОАЮ получала от Великобритании противотанковые ружья «Бойс», хорошо зарекомендовавшие себя на Югославском фронте в борьбе со слабобронированными целями и пулемётными гнёздами. В качестве советской военной помощи поставлялись противотанковые ружья, по большей части системы Дегтярёва — ПТРД.

## Вооружения противовоздушной обороны
В течение 1941—1943 годов противовоздушная оборона (ПВО) составляла одну из острейших проблем партизанской армии. В сражениях на Неретве и Сутьеске войска практически не имели защиты от ударов с воздуха. Всякое захваченное зенитное оружие считалось большой ценностью. После капитуляции Италии средства ПВО пополнились трофейными зенитными пулемётами «Бреда» PM mod. 31, калибра 13,2 мм. Также имелись немецкие MG-34 и MG-42 на высокой треноге. На переговорах с Союзниками о военной помощи вопрос о поставках вооружений ПВО был одними из самых приоритетных. В рамках союзной помощи из СССР было получено 512 пулемётов ДШК, из них 257 в 1944 году. От западных союзников поступило 132 зенитных пулемёта — в основном различные варианты Browning M2HB. Эти системы являлись эффективным оружием против низколетящих и пикирующих самолётов.
Главными зенитными артиллерийскими орудиями 12 югославских дивизий и их артиллерийских бригад, перевооружённых с помощью СССР, являлись 25-мм автоматические пушки 72К. Из трофейных имелись немецкие орудия калибром от 20 до 88 мм различных вариантов исполнения. Много таких пушек досталось НОАЮ в ходе Белградской операции и освобождения Бачки. Особенно значимыми стали 88-мм пушки FlaK, захваченные при освобождении Белграда и используемые в дальнейшем для защиты аэродрома. Итальянские орудия ПВО, как трофейные, так и полученные от Союзников, были представлены 20-мм пушками Breda Mod. 1935 и лёгкими зенитными пушками «Scotti-OM» 20/77. Корабельные версии орудий компании «Скотти» широко использовались на патрульных катерах ВМС НОАЮ.

## Артиллерийское вооружение

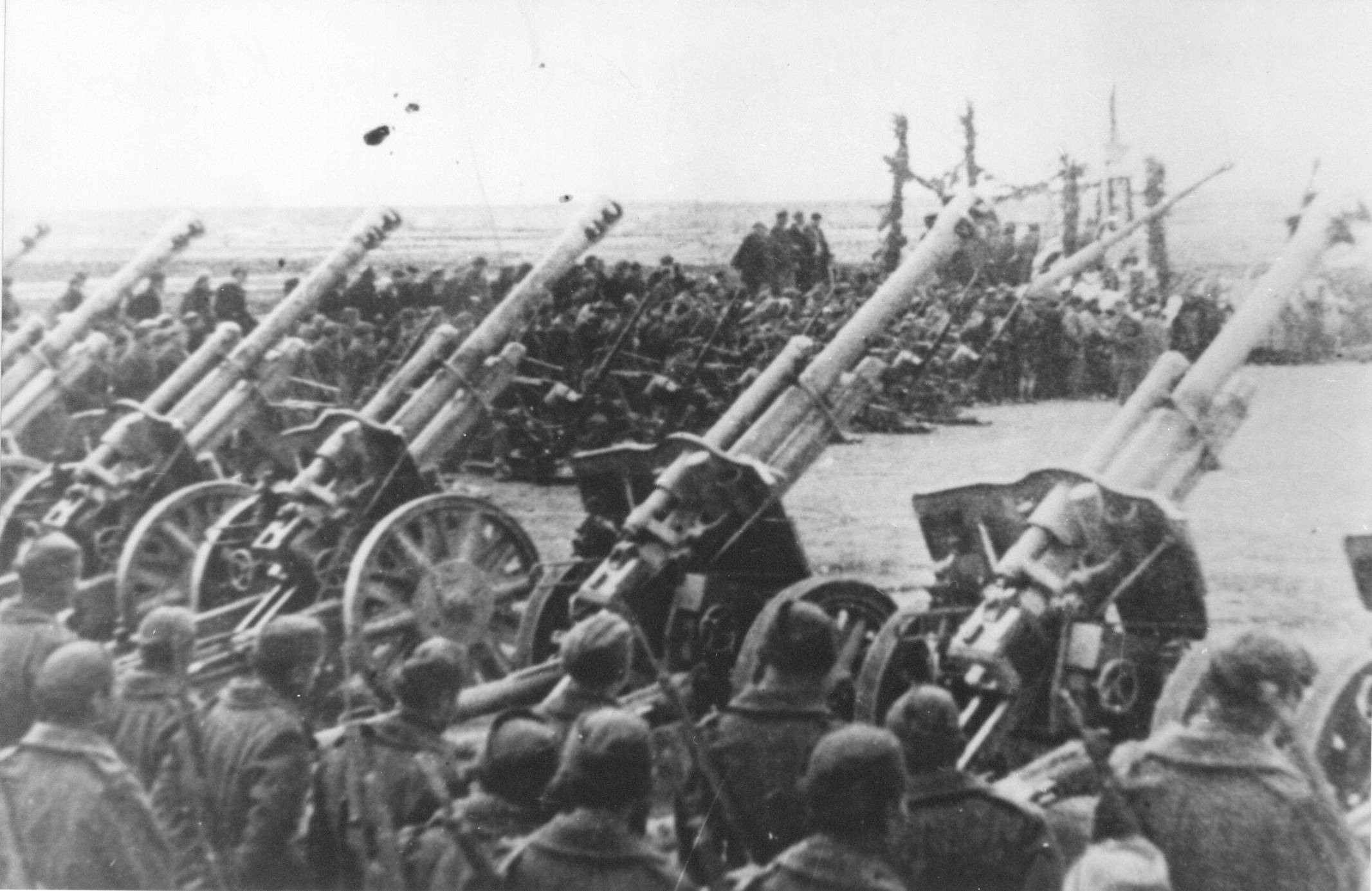
Артиллерия 8-го корпуса в районе Книна. На переднем плане лёгкие полевые гаубицы 10,5 cm leFH 18/40

Партизанские формирования располагали в первые два года войны очень скудным артиллерийским оружием, отнятым у противника. Пополнение артиллерии и формирование новых батарей и дивизионов в составе бригад, дивизий и корпусов стало возможным с осени 1943 года за счёт артиллерийских систем, захваченных у капитулировавших итальянских войск, а также с началом поставок союзной военной помощи. Так, только от западных союзников поступило 388 орудий различного калибра и назначения. Кроме того, в рамках помощи согласно договору, подписанному в ходе визита И. Броза Тито в Москву в сентябре 1944 года, СССР поставил в Югославию артиллерийские вооружения для оснащения 12 стрелковых дивизий. Предоставленные Советским Союзом комплектные артиллерийские средства, а также значительные трофеи, захваченные у немецкой армии во время Белградской операции и прорыва 1-го Пролетарского корпуса в Срем, позволили пополнить и перевооружить артиллерийские формирования пехотных бригад, создать артиллерийские бригады в дивизиях и корпусах, а также образовать артиллерийский резерв ВШ НОАЮ. С учётом вышеперечисленных источников пополнения, на вооружении НОАЮ состояли следующие артиллерийские орудия:
- 76-мм дивизионная пушка Зис-3. Всего от СССР было получено 96 таких орудий. Ими были укомплектованы артдивизионы 12 дивизий, оснащённых по Московскому соглашению. Орудия сыграли важную роль на Сремском фронте и в завершающих операциях Югославской армии[19].
- 122 мм гаубица М-30. По Московскому договору должно было поступить 48 таких орудий для формирования 12 батарей в составе тяжёлых артдивизионов. Эти мощные и современные орудия явились большой помощью Югославской армии в позиционных боях на Сремском фронте и на заключительном этапе войны[20].
- 105-мм гаубица M3А1[англ.].
- В качестве англо-американской помощи НОАЮ получила около 40 орудий калибра 75 мм различных моделей. Так, 26-й Далматинской дивизии были переданы на острове Вис две батареи американских 75-мм гаубиц М-1, принятые на вооружение армии США в 1927 году. 8-й Далматинский корпус располагал некоторым количеством противотанковых орудий М-2 (созданных на основе лёгкой полевой гаубицы M-1) и полевых пушек М-15. 1-й Пролетарский корпус имел восемь 75-мм горных гаубиц М-116 в различных вариантах (серб. брдских топова М 1-4). Четыре полевые гаубицы имела 29-я Герцеговинская дивизия.
- 45-мм противотанковая пушка образца 1937 года. Орудия состояли на вооружении артиллерийских бригад в составе 12 дивизий НОАЮ, перевооружённых с помощью СССР. В противотанковых дивизионах каждой дивизии насчитывалось 12 таких пушек, которые хорошо справлялись с устаревшей бронетехникой противника, а новых танков у немцев на Югославском фронте не было.
- Скорострельная 6-фунтовая пушка — 10 таких английских противотанковых пушек состояли на вооружении 1-й танковой бригады.
- Горная пушка «Шкода» М-28 калибра 75 мм. До Второй мировой войны состояла на вооружении Югославской армии. После оккупации Чехословакии Германия продолжила их производство. Орудия поступали в НОАЮ в качестве трофеев. Нет сведений о их поставках западными союзниками, однако боеприпасы к ним НОАЮ получала.
- На вооружении НОАЮ также состояли 100-мм гаубицы «Шкода» M-14/19, в итальянском обозначении Obice da 100/17 Mod. Эти орудия были в гаубичном батальоне Верховного штаба во время Битвы на Неретве, а после капитуляции Италии часто встречались в артиллерийских подразделениях дивизий и корпусов.
- 47-мм противотанковая пушка Cannone da 47/32 Mod. 35, выпускавшаяся в Италии по лицензии австрийской фирмы «Бёлер». Часто присутствовала в списках вооружений партизанских частей.
- Немецкие противотанковые пушки калибра от 40 до 88 мм также имелись в артиллерийском арсенале НОАЮ и являлись желанным трофеем партизан. Редким представителем трофейного немецкого артиллерийского оружия были 150-мм тяжёлые полевые гаубицы образца 1918 года. Несколько таких орудий досталось югославам во время отступления группы армий «Е»[21].

### Миномёты
Миномёты в НОАЮ были представлены системами, доставшимися от Королевской армии и трофейными немецкими и итальянскими. Кроме того, в качестве союзной помощи были получены 3364 советских и 2684 английских и американских миномётов.
Калибр 50-мм включал оружие разного происхождения. Использовались немного меньшие итальянские 45-мм и немецкие 50-мм системы. Итальянский 45-мм миномёт Brixia Mod. 35 был одним из самых представленных в партизанских отрядах с первых дней борьбы. От союзников были получены советские 50-мм и британские 2-дюймовые (50,8 мм) миномёты.
81-мм миномёты охватывали системы, состоявшие на вооружении Югославской армии, а также немецкие, итальянские и поставленные союзниками. После капитуляции Италии был широко представлен итальянский 81-мм миномёт образца 1935 года. В небольшом количестве имелись 106-мм (4,2 дюйма) британские миномёты, состоявшие в основном на вооружении 8-го корпуса НОАЮ. Советские 120-мм миномёты поступали на вооружение формируемых артиллерийских бригад. Среди них встречались образцы 1941 и 1943 годов. В дивизионе тяжёлых миномётов по штату должно было быть 12 орудий. Это условие не выдерживалось из-за проблем с поставками. Всё же оружие такого калибра НОАЮ получила в удовлетворительном количестве. Например, 3-й миномётный дивизион артиллерийской бригады 36-й Воеводинской дивизии уже в середине декабря 1944 года имел десять 120-мм орудий.

### Комментарии
1. ↑  Отношение к трофейному немецкому автоматическому оружию иллюстрирует описание Николой Божичем сцены боёв за село Кнежеви-Виногради в ходе Батинской битвы: «Бойцов становилось всё меньше, а оружия всё больше. Оно лежало разбросанным по улицам и садам. На него никто не обращал внимания. Только „шарацы“ и немецкие „шмайсеры“ оставались желанными трофеями»[9].